# Qairat Äschirbekow
Qairat Äbichanuly Äschirbekow (kasachisch Қайрат Әбиханұлы Әшірбеков, russisch Кайрат Абиханович Аширбеков, Kairat Abichanowitsch Aschirbekow; * 21. Oktober 1982 in Schymkent) ist ein ehemaliger kasachischer Fußballspieler.

## Karriere
Äschirbekow begann seine Karriere im Jahr 1999 in seiner Heimatstadt bei Sintez Schymkent. Die Saison 2001 verbrachte er bei FK Taras. Von 2002 bis 2007 stand der Kasache bei FK Aqtöbe unter Vertrag, wo er zum zweifachen kasachischen Meister 2005 und 2007 wurde. Qairat Äschirbekow spielte als Mittelfeldspieler die Saison 2008 bei Schachtjor Qaraghandy und wechselte nach nur einer Spielzeit im Frühjahr 2009 zu Lokomotive Astana.

## Nationalmannschaft
Er wurde 15-mal in der Kasachischen Fußballnationalmannschaft eingesetzt und erzielte dabei zwei Tore.

## Erfolge
- Kasachischer Meister: 2005, 2007
- Kasachischer Fußballpokalsieger: 2011